# Kållands skärgårdar
Kållands skärgårdar ligger i södra Vänern kring halvön Kålland och Kållandsö i Lidköpings kommun. Skärgården delas upp i Ekens skärgård norr om Kållandsö och Rackeby skärgård 58°37′N 13°02′Ö / 58.62°N 13.03°Ö i väster och den består av cirka 120 öar samt en mängd kala skär. Kållands skärgårdar anses vara av riksintresse för sina natur- och kulturvärden liksom sin betydelse för friluftsliv samt yrkes- och fritidsfiske. .

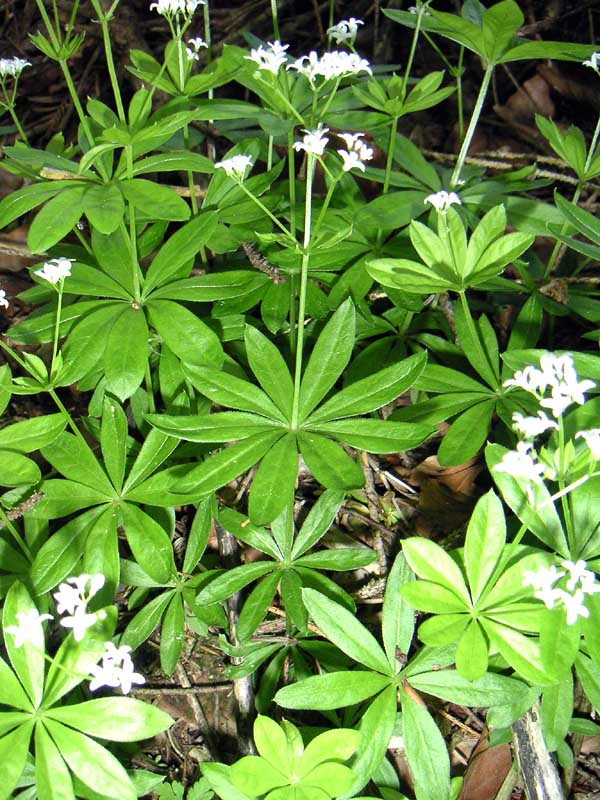
Myskmadra

Kållands skärgårdar har också inrättats som är också ett naturreservat i Lidköpings kommun i Västra Götalands län. Reservatet är 6 489 hektar stort och skyddat sedan 1989. Reservatet består av ca 120 öar och en mängd kala skär. På Stora och Lilla Eken samt Lindön finns ädellövskog. Där växer ek och lind. På sommaren kan man finna lundslok, myskmadra, tandrot och sårläka.
Inom området häckar havsörn, fiskmås, gråtrut, havstrut, fisktärna och småskrake. Man kan även få se fiskgjuse, lärkfalk och bläsand.
Området ingår i EU:s ekologiska nätverk av skyddade områden, Natura 2000.

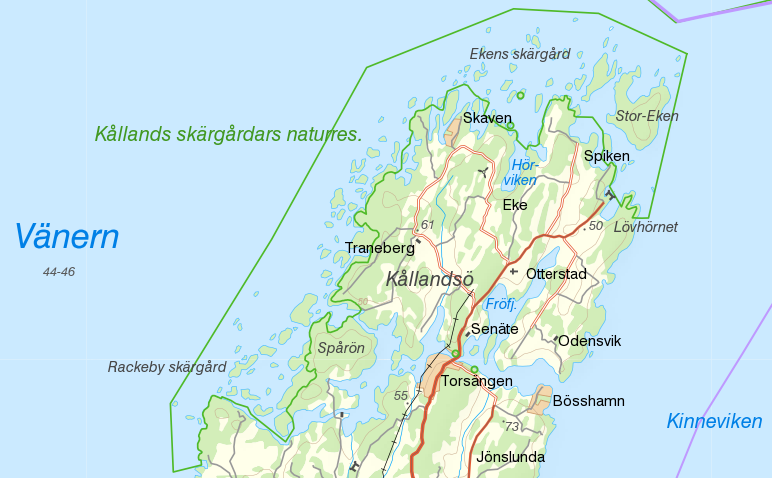
Karta över Kållandsö och naturreservatet till norr och väster om ön.